# Sphaerocodon
Sphaerocodon es un género de fanerógamas de la familia Apocynaceae. Contiene ocho especies.
Está considerado un sinónimo del género Tylophora.

## Especies
| - Sphaerocodon acutifolium Schum. - Sphaerocodon angolensis S.Moore - Sphaerocodon caffrum Schltr. - Sphaerocodon longipedunculatum K.Schum. - Sphaerocodon melananthum N.E.Br. - Sphaerocodon natalense Benth. - Sphaerocodon obtusifolium Benth. - Sphaerocodon platypodum K.Schum. ex De Wild. |